# Andreas Fernholm
Andreas Fernholm, född 7 maj 1840 i Västerfärnebo församling, Västmanlands län, död 9 maj 1892 i Klara församling, Stockholms stad, var en präst i Svenska kyrkan, sedermera ledare inom Svenska Baptistsamfundet, lärare i Svenska Missionsförbundet och psalmförfattare. Han var gift med Gerda Fernholm från 1871.

## Ungdom
Andreas Fernholm föddes 1840 i Sör-Hörende i Västmanland, som son till torparen Anders Persson och dennes hustru Anna Persdotter. Efter stöd från kyrkoherde I A Nordblad i Västerfärnebo fick han studera vid Västerås högre elementarläroverk, tog studenten i Uppsala i maj 1863, började studera teologi i Uppsala i oktober 1864 och prästvigdes den 30 november 1866 av ärkebiskop Henrik Reuterdahl. Genom sin lärare i Uppsala, C A Torén, kom han i kontakt med Evangeliska Fosterlands-Stiftelsen och blev god vän med dess grundare Hans Jakob Lundborg, i vars hem han firade julen 1865. Under sommaren 1868 lärde han känna Paul Petter Waldenström och vid samma tid Carl Johan Nyvall – två andra framstående ledare inom den nyevangeliska väckelsen.

## Yrkesliv
I maj 1870 fick Fernholm tjänstledigt från sin prästtjänst för att arbeta som föreståndare vid Missionsskolan i Kristinehamn, en skola för blivande predikanter och missionärer som drevs av Värmlands Ansgariiförening, där Carl Johan Nyvall var ledare. Under tiden i Kristinehamn reste han mycket i Värmland och Örebro län, predikade i kyrkorna och betjänade nattvardsföreningar med enskilda nattvardsfiranden. 
Efter två år sade han upp sig från sin tjänst och avsade sig prästämbetet i Svenska kyrkan (och beviljades avsked från prästämbetet den 26 maj 1872) och han mottog det baptistiska dopet i Göta älv.
Genom Fernholms avhopp förlorade nattvardsföreningarna inom Värmlands Ansgariiförening och Örebro läns Ansgariiförening tillgången till en präst som kunde betjäna dem med nattvard och många av dem tog då steget att utse en lekman att leda nattvarden, vilket vid den här tiden var olagligt. Detta bidrog till bildandet av Svenska Missionsförbundet, sedermera Svenska Missionskyrkan, 1878.
Som baptist grundade Fernholm en ny missionskola, blev ordförande för ett distrikt och gav ut en tidskriften Tidens Tecken.
När striden utbröt kring Waldenströms subjektiva försoningslära valde Fernholm Waldenströms sida. Detta gjorde det svårt för honom att vara kvar inom baptismen och 1880 gick han över till det av Waldenström ledda Svenska Missionsförbundet.
Fernholm är även känd som psalmförfattare.

## Psalmer
- Det är saligt på Jesus få tro i Psalmer och Sånger nr 263 (1877) Finns på Wikisource.
- Du Herre kär, min herde är diktad 1870 (Svenska Missionsförbundets sångbok, 1951)
- O Fader, sänd din Ande neder i Psalmer och Sånger nr 425 (1884), Svenska Missionsförbundets Sångbok 1920 nr 496 och nr 505 i Örebromissionens "Musik till Andliga sångar", 1936 (3:e upplagan).  Finns på Wikisource.